# Rolando Sánchez Mejías
Rolando Sánchez Mejías (Holguín, Cuba, 18 de juny de 1959) Viu a Barcelona des del 1997. Ha publicat diversos llibres de narrativa i poesia com Historias de Olmo (2001); Cálculo de Lindes; Derivas (1994); Escrituras (1994). Una part de les seves narracions s'ha traduït en anglès, francès, italià, alemany i grec. Ha compilat diverses antologies: Mapa imaginario: Nuevos poetas cubanos (1995); 9 poetas cubanos del siglo XX (2000); Cuentos chinos extraordinarios i Cuentos contemperáneos -2 volums (80 autors). Ha escrit un assaig en forma de llibre biogràfic-literari sobre Octavio Paz (Octavio Paz: el último moderno). Ha publicat crítiques, articles i assaigs en revistes com Letras Libres, Lateral, Diario de Poesía i d'altres, i dirigit la revista literària Diásporas.